# Jagodów
Jagodów est un village polonais de la voïvodie de Varmie-Mazurie, dans le powiat de Lidzbark.